# Eois sanguilinea
Eois sanguilinea là một loài bướm đêm trong họ Geometridae.